# Fraccionamiento Real de San Pablo
Fraccionamiento Real de San Pablo är en ort i Mexiko.   Den ligger i kommunen Toluca och delstaten Mexiko, i den sydöstra delen av landet, 50 km väster om huvudstaden Mexico City. Fraccionamiento Real de San Pablo ligger 2 593 meter över havet och antalet invånare är 2 967.
Terrängen runt Fraccionamiento Real de San Pablo är en högslätt. Runt Fraccionamiento Real de San Pablo är det tätbefolkat, med 266 invånare per kvadratkilometer. Närmaste större samhälle är Toluca, 11,3 km söder om Fraccionamiento Real de San Pablo. Trakten runt Fraccionamiento Real de San Pablo består till största delen av jordbruksmark.